# Antonino Di Vita
Antonino Di Vita (Chiaramonte Gulfi, 19 ottobre 1926 – Roma, 22 ottobre 2011) è stato un archeologo e funzionario italiano.

## Biografia e carriera
Allievo di Guido Libertini all'Università di Catania, con lui si laureò in lettere il 1º luglio 1947, discutendo una tesi in archeologia e storia dell'arte greca e romana, premiata pure della dignità di stampa. Nel 1951 ottenne il diploma di perfezionamento presso la Scuola Nazionale di Archeologia dell'Università di Roma, dopo un anno passato ad Atene (1950) grazie a una borsa di studio trascorsa alla Scuola archeologica italiana di Atene. Entrò come ispettore e poi direttore in varie Soprintendenze italiane, insegnando al contempo presso le Università di Palermo, Perugia e, infine, Macerata, ordinario di archeologia alla Facoltà di Lettere e Filosofia, di cui fu anche preside; di quest'ultimo ateneo divenne poi rettore dal 1974 al 1977. 
Direttore della Scuola Archeologica Italiana di Atene dal 1977 al 2000, fu consigliere del governo libico per le antichità della Tripolitania tra il 1962 e il 1965, quindi direttore di numerose missioni archeologiche italiane in Algeria, Libia e Tunisia. Oltre alle attività di scavo nazionali e internazionali, si occupò anche dello studio dei terremoti nell'antichità.
Tenne lezioni e conferenze in molti centri universitari italiani ed europei, ma anche all'Università di Sydney in Australia e in quelle giapponesi di Tokyo e Kyoto. Autore di circa 380 fra studi, saggi, curatele e articoli scientifici riguardanti i campi dell'archeologia, della storia dell'arte greca e romana e dell'archeologia fenicio-punica, scrisse altresì varie monografie scientifiche l'ultima delle quali dedicata a Gortina di Creta. Fu cofondatore e direttore per vari anni della rivista Libya Antiqua, nonché direttore dell’Annuario della Scuola Archeologica Italiana di Atene, curandone pure le relative monografie pubblicate fra il 1977 e il 2000.
Morì a Roma, a 85 anni, il 22 ottobre 2011.

## Opere principali
- Ricerche archeologiche in territorio di Chiaramonte Gulfi (Acrillae), Catania, 1954, pp. 1–98.
- La villa della "gara delle nereidi" presso Tagiura: un contributo alla storia del mosaico romano, e altri recenti scavi e scoperte in Tripolitania (Supplemento a LibAnt, II), Tripoli, 1966, pp. 1–129.
- Per l'architettura e l'urbanistica greca d'età arcaica: la stoà nel temenos nel Tempio C e lo sviluppo programmato di Selinunte, Roma, 1967, pp. 1–61.
- Alessandria e il mondo ellenistico-romano: studi in onere di Achille Adriani (curata assieme a N. Bonacasa), 3 voll, 1983-84.
- Vetro romano con scena di caccia da Chiaramonte Gulfi, Chiaramonte Gulfi (RG), 1991, pp. 1–37.
- Scavi e ricerche in Grecia e a Cipro della Scuola Archeologica Italiana di Atene (1977-1987), Roma, 1994, pp. 1–343.
- Gortina (in collaborazione), I-II, 1988-1997.
- Da Siracusa a Mozia: scritti di archeologia siciliana, Padova, 1998, pp. 1–536.
- Gortina di Creta. Archeologia e storia di una città antica, Atene, 2000 (traduzioni in inglese e in greco), pp. 1–15.
- Gortina di Creta. Quindici secoli di vita urbana, Roma, 2010, pp. IX-XVIII, 1-405.

## Riconoscimenti e onorificenze
- (2011) Intitolazione ufficiale del Museo Civico di Licodia Eubea.
- (2011) Ordine di S. Paolo e S. Tito dalla Chiesa ortodossa di Creta[2], del patriarcato di Costantinopoli.
- (2002) Socio Nazionale dell'Accademia dei Lincei,[3] già socio corrispondente dal 1993[1]).
- (2002) Inaugurazione del Museo Civico, a lui intitolato, di Licodia Eubea (Catania)[4].
- (2001) Correspondant étranger de la Societé des Antiquaires de France[5].
- (1998) Cittadino onorario di Haghioi Deka (Creta), dove gli hanno intitolato una via nel 2001.
- (1994) Cavaliere di Gran Croce dell'Ordine al Merito della Repubblica Italiana.
- (1987) Intitolazione del Museo Etnografico di Licodia Eubea.
- (1987) Medaglia d'Oro al merito per i Beni Culturali.
- (1977) Grande Ufficiale dell'Ordine al Merito della Repubblica Italiana.

## Mostre
- 1981: Prima Italia, presso il museo del Pireo (in collaborazione)[1].
- 1993: "La presenza italiana nel Dodecaneso tra il 1912 e il 1948. La ricerca archeologica, la conservazione, le scelte progettuali" (a cura di Monica Livadiotti e Giorgio Rocco), organizzazione a cura della Scuola Archeologica Italiana di Atene (nella sede di Roma insieme alla Soprintendenza Archeologica di Roma); Rodi, Palazzo del Gran Maestro, ottobre 1993-ottobre 1994; Roma, Terme di Diocleziano, 1996; Atene, 1997.
- 1994: "Creta Antica. Cento anni di archeologia italiana (1884-1984)", organizzazione e coordinamento scientifico di Antonino Di Vita, Vincenzo La Rosa e M. Antonietta Rizzo. Iraklion, Basilica di S. Marco, luglio-agosto 1984; Roma, Curia del Senato al Foro Romano, gennaio-febbraio 1985; Atene, Museo Nazionale, aprile 1985.
- 1995: Alessandro Magno. Storia e mito, in Roma (coordinatore)[1].